# Myrciaria glazioviana
Myrciaria glazioviana är en myrtenväxtart som först beskrevs av Hjalmar Frederik Christian Kiaerskov, och fick sitt nu gällande namn av Graziela Maciel Barroso och Marcos Sobral. Myrciaria glazioviana ingår i släktet Myrciaria och familjen myrtenväxter. Inga underarter finns listade i Catalogue of Life.